# Панара (язык)
Панара (Kreen Akarore, Kren Akarore, Panará) — индейский язык, относящийся к подсемье же языковой группы макро-же, на котором говорит народ панара, который проживает в общине Терра-Инджижена-Панара на реке Ирири, на юго-востоке штата Пара и в общине Парке-Инджижена-ду-Шингу штата Мату-Гросу в Бразилии. Многие кроме родного также используют каяпо, суя или оба языка, почти все понимают португальский язык, но только несколько человек свободно говорят на нём. У панара также есть свой этноним Indios Gigantes, что в переводе означает «гигантские индейцы» или «индейцы-гиганты».